# Delonix decaryi
Delonix decaryi là một loài rau đậu thuộc họ Fabaceae.
Loài này chỉ có ở Madagascar.

## Hình ảnh

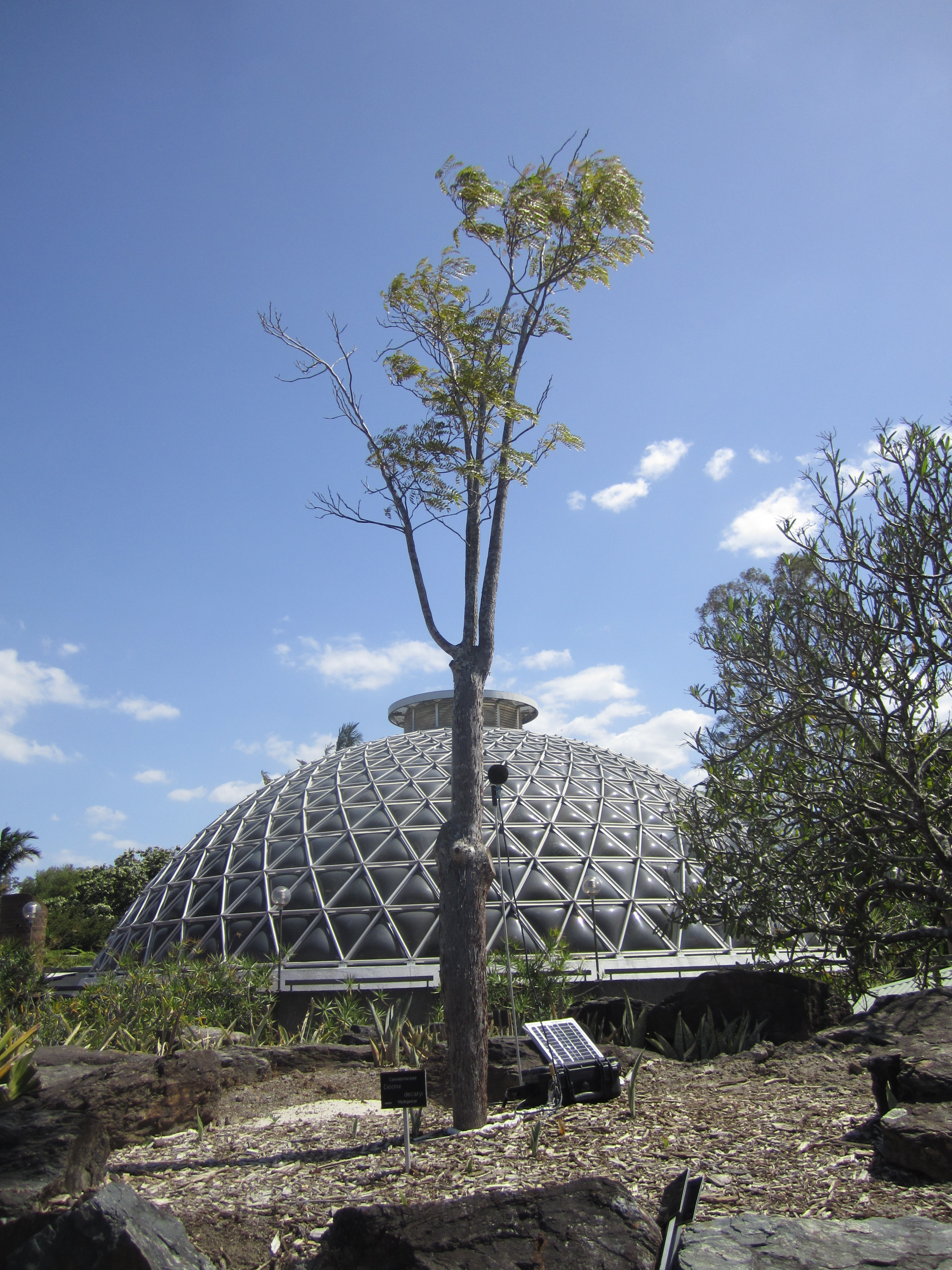
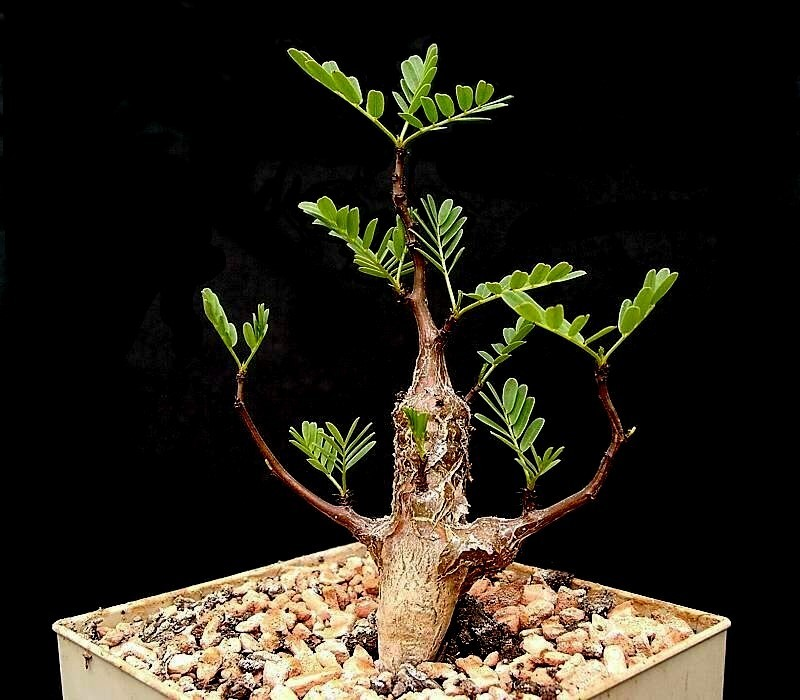
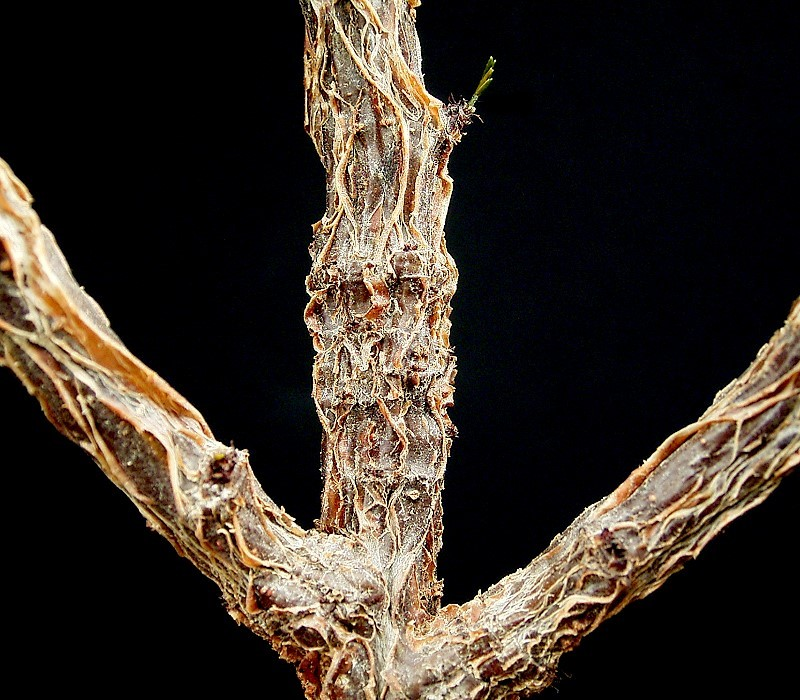